# Haswell (Durham)
Pour les articles homonymes, voir Haswell.
Haswell est un village du comté de Durham, en Angleterre. Ancien village rural, il a connu tout au long du XIXe siècle l'exploitation du charbon, avant de décliner à la suite de la fermeture de la mine en 1895.

## Personnalités nées à Haswell
- Tom Simpson, champion du monde de cyclisme sur route en 1965
- Jack Dormand, éducateur et homme politique travailliste